# Шпет, Иосиф
Иосиф (Йозеф) Шпет (нем. Joseph Späth; 13 марта 1823, Больцано — 29 марта 1896, Вена) — австрийский врач-акушер и гинеколог, педагог, профессор, доктор медицины.

## Биография
Изучал с 1844 года медицину в Венском университете, в 1849 году получил докторскую степень.
Работал ассистентом Иоганна Баптиста Киари (1817-1854). Позже до 1853 года, в родильном доме.
В 1856 г. был назначен профессором акушерства и гинекологии в Венской медико-хирургической академии.
В 1861 году – профессор акушерства в университете Вены, в 1873 году стал директором второй акушерско-гинекологической клиники. В 1872/73 году занимал должность ректора университета.
Игнац Земмельвейс считал его принципиальным противником. Однако к 1864 году принял точку зрения и заметил, что практически все акушеры были убеждены в правоте Земмельвейса, хотя лишь немногие признавали это открыто.
Автор ряда трудов по медицине.
В 1953 году его именем была названа улица Шпетгассе (округ 22, Донауштадт ) в Вене.

## Избранные труды
- "Klinik der Geburtsh. und Gynäkologie" (Эрланген, 1855; вместе с Chiari и Карлом Браучем);
- "Compendium der Geburtsh. für Studirende" (ib., 1857);
- "Lehrbuch der Geburtsh. für Hebeammen" (B., 1869; 3-е изд., ib., 1880